# Måltidsdryck
Måltidsdryck är en dryck som intas i samband med en måltid, det vill säga ihop med mat. Såväl alkoholdrycker som alkoholfria drycker utnyttjas som måltidsdryck. Ofta väljs drycken för att passa ihop med smaker i maten.
Exempel på vanliga måltidsdrycker är bordsvatten, mjölk, juice och lättöl. Vid festliga tillfällen kan även vissa sötade drycker (exempel: julmust) användas som måltidsdryck. I svenska butiker förekommer sötade fruktdrycker som kallas måltidsdryck. Livsmedelsverket rekommenderar främst vatten som måltidsdryck.
Kaffe, te och choklad brukar inte räknas som måltidsdryck, utan de serveras separat efter måltiden.
Ordet måltidsdryck finns noterad i svenska texter sedan 1809.